# Hierofalco

Hierofalco é um sub-género de aves de rapina da família falconidae.
algumas especies como o Falco mexicanus e o Falco subniger ja foram classificadas como pertencentes a hierofalco
São grandes  falcões muito utilizados na falcoaria.
Especies:
- Falcão gerifalte (Falco rusticolus)

- Falcão sacre (Falco cherrug)

- Falcão-lanario (Falco biarmicus)

- falcão-caçador (Falco Jugger)